# Spółka kota z myszą
Spółka kota z myszą (Katze und Maus in Gesellschaft) – baśń ludowa spisana przez braci Grimm i opublikowana w 1812 roku w zbiorze Baśni (tom 1, nr 2).

## Treść
Pewna mysz zaprzyjaźniła się z kotem. Postanowili zamieszkać razem i wspólnie prowadzić swoje gospodarstwo. Kot zasugerował zrobienie zapasów na zimę, by nie cierpieli głodu. Kupili wspólnie garnek smalcu i schowali w kościele pod ołtarzem, gdzie ich zdaniem był bezpieczny. Jednak pewnego dnia kot nabrał ochoty na smalec. Wyszedł więc z domu pod pretekstem udania się na chrzest dziecka swojej kuzynki. W rzeczywistości udał się do kościoła i zjadł nieco smalcu z wierzchu. Kiedy powrócił, mysz zapytała go jak się nazywa ochrzczone dziecko. Kot odrzekł, że Powierzchu. Mysz uznała, że to nietypowe imię. 
Jakiś czas później sytuacja powtórzyła się. Kot znów wyszedł z domu pod podobnym pretekstem i wyjadł garnek smalcu do połowy. Kiedy wrócił, powiedział myszy, że nowe dziecko nazywa się Dopołowy.
Po jakimś czasie kot znów nabrał ochoty na smalec. Pod podobnym pretekstem wyszedł z domu i zjadł wszystko aż do końca. Kiedy wrócił, powiedział myszy, że nowe dziecko nazywa się Dodna.
Jakiś czas później nastała zima i oboje zaczęli cierpieć głód. Mysz przypomniała sobie o poczynionych zapasach. Udała się wraz z kotem do kościoła, jednak okazało się, że garnek wprawdzie stoi na swoim miejscu, ale jest pusty. Wówczas mysz zrozumiała prawdziwy cel wypadów kota i nietypowe imiona dzieci. Zaczęła robić kotu awanturę. Wówczas kot chwycił ją w pazury i zjadł.